# 城东街道 (古田县)
城东街道是中国福建省宁德市古田县下辖的一个街道办事处。

## 历史沿革
2004年，原古田县新城镇、湖滨乡撤销，并析出凤都镇的桃溪、仕坂、坑里、罗坑、双山成立城东街道。

## 行政区划
城东街道共辖4个社区、18个行政村和1个类似乡级单位，分别是：
胜利社区、文安社区、文兴社区、翠屏社区、新丰村、西山村、前山村、赖厝村、上圪村、永洋村、廷墩村、廷元里村、利洋村、常坝村、极乐村、湖滨村、旺村洋村、桃溪村、仕坂村、坑里村、罗坑村、双山村和古田县国有综合农场。

## 主要建筑
城东街道包含东小区，有许多高大的建筑和有趣的地点，主要包括古田县体育馆、古田县图书馆、中央名城、万星广场、滨河公园、塔山公园、大世界菜市场，同时古田县第一中学也坐落于此。
其中中央名城和万星广场是比较有趣的娱乐场所，其中有许多的店铺，相当于一个大型商场；滨河公园处有玻璃栈道（目前在建）与喷泉，环境优美，适合散步。